# Пјан деј Реми (Модена)
Пјан деј Реми је насеље у Италији у округу Модена, региону Емилија-Ромања.
Према процени из 2011. у насељу је живело 2 становника. Насеље се налази на надморској висини од 1215 м.